# Sexy Dance Fighting
Sexy Dance Fighting es el cuarto episodio de la primera temporada de la serie animada de TV Bob's Burgers. Se emitió originalmente por Fox en Estados Unidos el 12 de febrero de 2011.
Fue escrito por Steven Davis y Kelvin Yu y dirigido por Anthony Chun. Recibió críticas mixtas a positivas por la interacción de personajes, bromas y argumento. De acuerdo a las mediciones de audiencia, fue visto por 4,19 millones de hogares en su emisión original. Cuenta con actuaciones invitadas de Jon Glaser, Larry Murphy y Andy Kindler.

## Argumento
Tina está llegando a la pubertad acostada en el piso de la cocina del restaurante quejándose frente a su familia porque un chico que le gusta en su escuela se mudó lejos. Treinta minutos después hace su trabajo en la parrilla ya que Bob le dice que es divertido y, además, es un momento de padre-hija. Gene y Louise la llevan a ver una sorpresa con los ojos tapados fuera del negocio mientras Bob queda solo; resulta ser una clase de capoeira. Cuando le sacan la venda se enamora del maestro pelilargo Jairo.
Se enlista en las clases y practica los movimientos en la casa (fastidiando a Bob) aunque el resto de la familia se refiere a ello como baile. Tina se interesa aún más en las enseñanzas y extiende las clases para ver más a Jairo. Mientras tanto, Bob necesita ir al baño a las 4:30pm como todos los días (lo nombra como su reunión de la tarde) y necesita que Tina lo cubra como había prometido. Bob pospone la reunión y va al estudio de capoeira a exigirle a Tina que vuelva a cumplir con el trabajo. En un momento menciona que no conoce mucho de esa disciplina y lo llama danza jazz; Jairo tiene un duelo con él y le gana con latigazos de su pelo. Esto hace que Bob accidental y embarazosamente se haga en sus pantalones y hace que Tina deje la clase. Ella vuelve a tenderse toda la noche en el piso lamentándose. Jairo visita el restaurante al otro día luego de recibir una carta de Tina (en realidad fue Louise para que Bob pueda vengarse de Jairo por el incidente) y sugiere que vuelva ya que en la siguiente semana todos los alumnos serán ascendidos a cordón amarillo. Ella acepta y deja su trabajo como parrillera.
La familia asiste al ascenso de Tina, salvo Bob que debe quedarse a cuidar el negocio. Mientras ella se prepara, él se mete en una discusión con Teddy pero luego, al calmarse, cierra el restaurante y va a ver a Tina con el resto de la familia. Pero mientras los demás reciben su cordón, Tina no tuvo un buen desempeño en los cinco movimientos elementales y no lo recibe. Bob critica esto y piensa que se lo deben dar.
Esto hace que Bob y Jairo vuelvan a pelear a la misma hora de la "reunión", pero ahora Tina apoya a su padre y renuncia a las clases para volver a la parrilla, disfrutando el momento de padre-hija. Prefiere eso en vez de ir a pinchar una foca muerta en el muelle con Gene y Louise. Luego Bob asciende a Tina dándole guantes amarillos.

## Recepción
En su emisión original en Estados Únicos, "Sexy Dance Fighting" fue visto por un estimado de 4,19 millones de hogares y recibió una medición de 2.1/5% del share en adultos entre 18-49 años, una caída desde episodios anteriores.
El episodio recibió críticas mixtas a positivas. Rowan Kaiser de A. V. Club lo calificó con una C+. Le gustaron el argumento y el humor pero sintió que faltaba algo en comparación con los otros episodios.